# IBM
IBM je američka tvrtka koja je jedna od pionira u razvoju računarstva i informacijskih tehnologija. IBM je skraćenica od International Business Machines, i ona je osnovana 1888., a kao korporacija je ustanovljena 1911. Sjedište tvrtke je u gradu Armonku savezna država New York, a kolokvijalno je poznata kao Big Blue - u slobodnom prijevodu: Veliki plavi.

## Povijest
Kompaniju koja je kasnije postala IBM osnovao je 1896. godine Herman Hollerith u New Yorku kao Tabulating Machine Company. Charles R. Flint je 1910. godine potaknuo spajanje tvrtki ITR, Computing Scale Company, Tabulating Machine Company u tvrtku Computing-Tabulating-Recording Company (CTR), IBM-ov pretka. 
• 1916. kompanija je izlistana na NYSE, Njujorškoj burzi. Kompanija razvija sustav za upravljanje školskom satnicom 
• 1920. kompanija dobiva sadašnji naziv
• 1924. postaje jedna od 500 najuspješnijih kompanija svijeta.
• 1944. razvija računalo Mark I 
• 1952. razvija računalo IBM 701 koje radi na principu elektronskih cijevi. Također, razvija IBM 700/7000 seriju velikih računala.
• 1956. prvi sustav za pohranu podataka razvija IBM 305 RAMAC (Random Access Memory Accounting System). Takvih sustava proizvedeno je više od 1000, a proizvodnja tog sustava prestaje 1961. godine. 
• 60-tih i 70 tih godina prošlog stoljeća razvija velika računala, IBM System/360 i IBM System/370 kojima potvrđuje svoju dominaciju u svijetu računarstva. 
• 1971. razvija disketu (Floppy Disk), disketnu jedinicu koja ubrzo postaje standard za pohranu podataka. 
• 1973. izdaje disk jedinicu IBM 3340 
• 1981. razvija PC, prvo osobno računalo. Dio kompanije, točnije, diviziju za osobna računala, IBM prodaje 1. svibnja 2008. kineskoj tvrtci Lenovo za 655 milijuna američkih dolara u gotovu novcu i 600 milijuna američkih dolara u dionicama tvrtke Lenovo.

## Razvoj i istraživanje
- Razvoj i istraživanje tvrtke IBM

### Nobelove Nagrade
- Nagrada za fiziku, 1987 - superkonduktivnost u keramickim tvarima (Bednorz, J. Georg)
- Nagrada za fiziku, 1986 - istraživanje Scanning Tunnel Microscope (Binnig, Gerd i Rohrer, Heinrich)
- Nagrada za fiziku, 1973 (Esaki, Leo)

### A.M. Turing nagrade
- 1987 - John Cocke
- 1981 - Edgar F. Codd
- 1979 - Kenneth E. Iverson
- 1977 - John Backus

## Prvenci
- LAN tehnologija Token-ring IEEE 802.5
- Fraktali
- Scanning Tunnelling Microscope
- Fortran
- RISC
- Relacijske baze podataka DB/2
- Tvrdi disk

## Vanjske poveznice
- Glavne stranice tvrtke IBM
- IBM Hrvatska